# Zygmunt Dzwonkowski
Zygmunt Michał Ludwik Dzwonkowski (ur. 29 kwietnia 1889 w Warszawie, zm. w 1987 w Toronto) – inżynier, pułkownik dyplomowany piechoty Wojska Polskiego, kawaler Orderu Virtuti Militari.

## Życiorys
Zygmunt Dzwonkowski urodził się 24 kwietnia 1889 roku w Warszawie, w rodzinie Ludwika i Jadwigi z domu Koyszor . W 1905 roku, po strajku szkolnym, został wyrzucony ze Szkoły Chrzanowskiego w Warszawie. Maturę zdał w 1908 roku w Szkole Realnej w Krakowie. Absolwent I Wydziału Mechanicznego Politechniki we Lwowie Szkoły Politechnicznej we Lwowie.
W czasie I wojny światowej służył w Legionach Polskich. W 1917 pełnił służbę w Komendzie Legionów na stanowisku adiutanta. Przeszedł z Komendą Legionów cały szlak bojowy II Brygady Legionów. Po zajęciu Warszawy przez Niemców prowadził akcję werbunkową do Legionów.
W listopadzie 1918 przyjęty został do Wojska Polskiego. Służył w 10 pułku piechoty. 10 sierpnia 1921 wyznaczony został na stanowisko szefa Wydziału Ordre de Bataille Oddziału I Sztabu Generalnego, a w styczniu 1922 powierzono mu kierowanie pracami Wydziału Organizacyjnego w tej samej komórce organizacyjnej Sztabu Generalnego. W latach 1922–1923 był słuchaczem Kursu Doszkolenia Wyższej Szkoły Wojennej w Warszawie. Z dniem 15 października 1923, po ukończeniu kursu i uzyskaniu dyplomu naukowego oficera Sztabu Generalnego przydzielony został do Dowództwa Okręgu Korpusu Nr IV w Łodzi na stanowisko szefa sztabu.
8 marca 1924 roku w lesie wawerskim pojedynkował się z redaktorem Adolfem Nowaczyńskim. Powodem był artykuł zamieszczony tydzień wcześniej w „Myśli Narodowej”, w którym ów znany z ciętego pióra i złośliwych epitetów dramatopisarz i kalamburzysta zaczepił „hauptmanna von Dzwonkowskiego”, że się ongiś wysługiwał Niemcom.
15 października 1924 roku powierzono mu pełnienie obowiązków dowódcy 31 pułku Strzelców Kaniowskich w Łodzi. 15 stycznia 1925 roku wyznaczony został na stanowisko dowódcy 25 pułku piechoty w Piotrkowie. 14 maja 1926 roku, w czasie zamachu stanu, opowiedział się za Prezydentem RP i odmówił podporządkowania się rozkazom gen. bryg. Stanisława Małachowskiego, który przejął dowodzenie Okręgiem Korpusu Nr IV.

Do generała Małachowskiego p.o. dowódcy OK nr IV w Łodzi. Na tamt. L.dz. 2401 z dnia 14 V br. donoszę, że uznaję jedyną legalną władzę w Polsce, reprezentowaną przez Prezydenta Rzeczypospolitej, któremu na wierność składałem przysięgę. Oświadczenie moje nie jest skierowane przeciwko osobie marszałka Piłsudskiego, którego rozkazom chętnie podporządkuję się, o ile uzyska władzę na drodze legalnej, a więc z rąk Prezydenta Rzeczypospolitej. W myśl powyższego opierając się na rozkazie DOK L.dz. 2262/Org. tjn. z dnia 12 bm. wszelkie rozkazy dotyczące użycia wojska i jego dyslokacji wykonywać będę, o ile je otrzymam od legalnych moich władz w powyższym rozkazie DOK IV wyszczególnionych. Poza tym odnośnie utrzymania wewnętrznego porządku, dyscypliny i bezpieczeństwa w garnizonie, jak również spraw związanych z gospodarką i wyszkoleniem 25 pp podporządkowany jestem dowódcy 7 DP w Częstochowie. Piotrków 14 V 1926 r. (-) Dzwonkowski płk, dowódca 25 pp

Poza cytowaną deklaracją, która do generała Małachowskiego dotarła dopiero 16 maja, nie podjął żadnych działań wymierzonych przeciwko zamachowcom. Odmowa podporządkowania się rozkazom pełniącego obowiązki dowódcy OK IV spowodowała, że gen. Małachowski polecił mjr. SG Alfredowi Krajewskiemu przejąć dowództwo nad 25 pp. Postawa wyczekująca przyjęta przez pułkownika w czasie przewrotu majowego spowodowała, że w sierpniu 1926 przeniesiony został do Departamentu Piechoty Ministerstwa Spraw Wojskowych na stanowisko szefa Wydziału Piechoty. Od lipca 1927 roku dowodził 56 pułkiem piechoty Wielkopolskiej w Krotoszynie. 28 stycznia 1929 roku mianowany został dowódcą piechoty dywizyjnej 3 Dywizji Piechoty Legionów w Zamościu. W październiku 1931 roku został pomocnikiem dowódcy Okręgu Korpusu Nr VIII do spraw uzupełnień w Toruniu. Od 1 lipca 1938 roku pozostawał w dyspozycji II Wiceministra Spraw Wojskowych.
W czasie kampanii wrześniowej 1939 służył jako ochotnik oficer artylerii. Wycofując się przeszedł do Rumunii, gdzie został internowany w obozie w Čalimānesti, skąd zbiegł. Wkrótce został skierowany do tajnej bazy łączności „Bolek” w Bukareszcie, której komendantem był Stanisław Rostworowski. Z końcem 1940 skierowany na Środkowy Wschód. Tutaj był w czynnej służbie wojskowej w Armii Polskiej na Wschodzie. Następnie pełnił służbę w Sztabie 2 Korpusu Polskiego na stanowisku szefa Oddziału Personalnego. W 1947, po demobilizacji PSZ na Zachodzie, pozostał na emigracji. W 1948 zamieszkał w Toronto w Kanadzie i tam zmarł w 1987.
Zygmunt Dzwonkowski był żonaty z Lucyną z domu Haberlinck (o 5 lat od niego młodszą). Miał syna Jerzego, którego Niemcy rozstrzelali w czasie Powstania Warszawskiego 6 lub 7 sierpnia 1944 roku przy Bagateli.

## Awanse
- porucznik – 28 września 1914 w korpusie oficerów artylerii Legionów Polskich
- kapitan – 20 sierpnia 1915 w korpusie oficerów artylerii Legionów Polskich[18]
- podpułkownik – 3 maja 1922 zweryfikowany ze starszeństwem z 1 czerwca 1919 w korpusie oficerów piechoty (w 1923 zajmował 96 lokatę)
- pułkownik – 3 maja 1926 ze starszeństwem z 1 lipca 1925 i 5 lokatą w korpusie oficerów piechoty

## Ordery i odznaczenia
- Krzyż Srebrny Orderu Wojskowego Virtuti Militari nr 4932 (1921)[19]
- Krzyż Niepodległości (19 grudnia 1933)[20][21]
- Krzyż Oficerski Orderu Odrodzenia Polski (1935)
- Krzyż Walecznych (dwukrotnie)
- Złoty Krzyż Zasługi (24 maja 1929)[22]
- Medal Pamiątkowy za Wojnę 1918–1921
- Medal Dziesięciolecia Odzyskanej Niepodległości
- Krzyż Pamiątkowy Monte Cassino nr 305 (1944)[23]